# Landschaftsschutzgebiet Silberseen und Schmaloer Heide

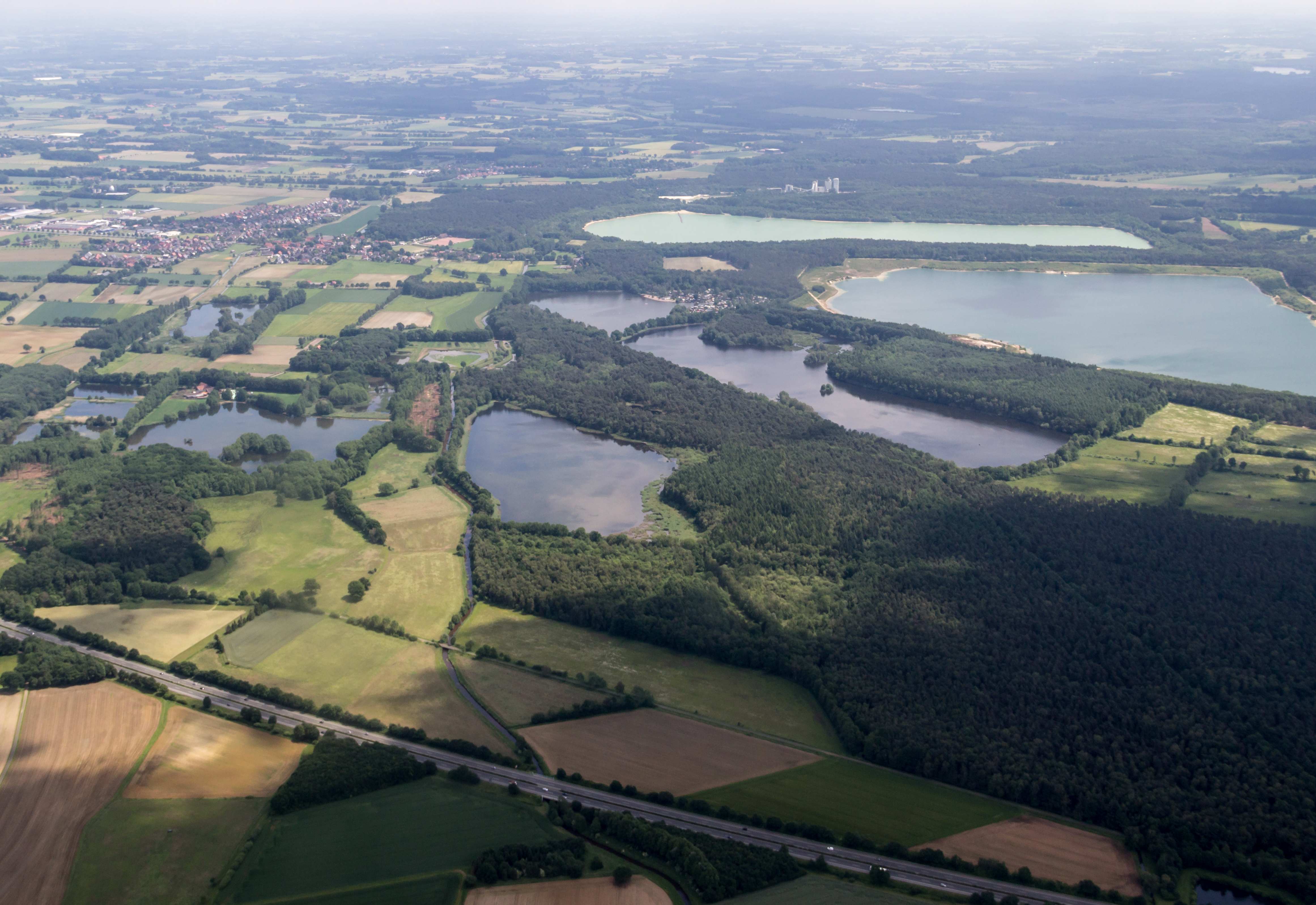
Luftbild der Niederung des Heubachs, Oberlauf des Halterner Mühlenbachs.

Die Schmaloer Heide ist ein Gebiet zwischen Haltern am See und Dülmen, das aus Moor- und Heideflächen und dicht bepflanzten Kieferschonungen bestand. Heute ist es durch den Tagebau von Sand und mehreren Seen geprägt. Es sind 719 Hektar (7,2 km²) Land in drei Teilflächen als Landschaftsschutzgebiet Silberseen und Schmaloer Heide ausgewiesen.

## Geschichte
Die Gegend war stets nur dünn besiedelt und wurde lokal auch Karnickelhausen genannt.
Im Jahre 1883 errichteten Unternehmer aus Dülmen in der Werningsheide bei Hausdülmen eine Dampfziegelei. Da der Lehmvorrat schnell erschöpft war, begann man mit dem Abbau der darunter liegenden Quarzsande. Am 7. Dezember 1886 wurde der erste Sand aus der Mesemschen Sandgrube bei Hausdülmen mit eigener Bahn nach Haltern transportiert.
Während des Ersten Weltkriegs befand sich hier das Kriegsgefangenenlager Dülmen. Mit dem Bau des Lagers für 10.000 Gefangene wurde Ende 1914 begonnen. Das Lager wurde 1918 aufgelöst und diente ab 1919 bis Frühjahr 1921 als Heimkehrerlager für deutsche Soldaten. Im Zuge der Erweiterung des Tagebaus mussten auch die restlichen Spuren des Kriegsgefangenenlagers weichen. Vom Lager ist noch das Haus des Kommandanten erhalten, es dient heute als Wohnhaus. Der Friedhof des Lagers wurde 1965 an den heutigen Standort Ehrenfriedhof Hausdülmen an der Friedensallee verlegt. Auf ihm ruhen etwa 600 verstorbene Kriegsgefangene aus Russland und Rumänien.
Die Silberseen und weitere Seen entstanden ab 1924 durch Quarzsandgewinnung durch die Quarzwerke Gruppe und sind heute zusammen ca. 200 Hektar groß. Häufig als „Badewanne des Ruhrgebiets“ bezeichnet, liegen sie zwischen dem Nordrand des Ruhrgebiets und dem Südrand des Münsterlands. Der Silbersee I war zeitweilig ein Badegewässer, seine Rolle übernahm der Silbersee II. Der Silbersee III ist als Naturschutzgebiet ausgewiesen. Im Silbersee IV, der nicht zum Landschaftsschutzgebiet zählt, wird noch Sand gefördert.